# 耳蛺蝶屬
耳蛺蝶屬（學名：Eulaceura）是閃蛺蝶亞科裡的一個屬。物種分佈於東洋界。有研究指耳蛺蝶屬模式種耳蛺蝶與爻蛺蝶屬模式種爻蛺蝶的外生殖器特徵及地理分佈近，互為姊妹群關係，被建議歸入爻蛺蝶屬，並把耳蛺蝶屬視作異名。